# Сан-Лоренсо-де-ла-Паррілья
Сан-Лоренсо-де-ла-Паррілья (ісп. San Lorenzo de la Parrilla) — муніципалітет в Іспанії, у складі автономної спільноти Кастилія-Ла-Манча, у провінції Куенка. Населення — 1288 осіб (2010).
Муніципалітет розташований на відстані близько 130 км на південний схід від Мадрида, 31 км на південний захід від Куенки.

## Демографія
Динаміка населення (INE ):